# アブロ

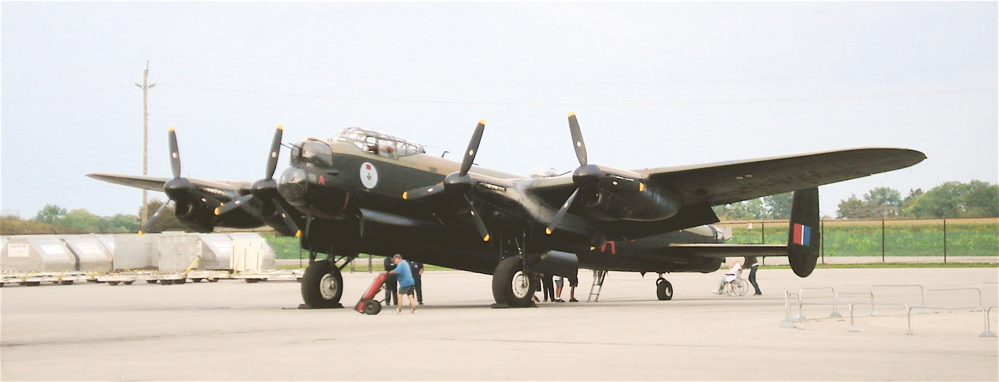
Canadian Warplane Heritage Museumで展示されているランカスター Mk. X

アヴロ (Avro) はイギリスの航空機メーカー、A.V.ロー・アンド・カンパニー (A.V.Roe and Company) の通称。第二次世界大戦において活躍した爆撃機ランカスターのメーカーとして知られる。

## 歴史

### 創設
アヴロは世界初となる航空機の会社でマンチェスターのブラウンズフィールド・ミルズ、イングランドのアリオット・ヴァードン・ロー (Alliott Verdon Roe) と彼の弟であるH・V・ローらによって1910年1月1日に創設。A・V・ローはサリーのウェイブリッジとハンプシャーのブルックランドのパイロットとして、すでに名を知られていた。
1912年、同社は木製複葉機のアヴロ504を開発した。翌年には初飛行を果たし、第一次世界大戦では敵味方双方に使われる航空機となった。いくつかのハンブル工場、マイルス工場、ニュートン・ヒース工場などで合計8,340機が生産され、20年間も使用された。これは、この頃のエンジンを使用する航空機としては相当な偉業であった。

### 第一次世界大戦後
1920年代にアブロはマンチェスターのアレクサンドラパークからチェシャーのニューホールファームに移転し、この工場は現在もBAEシステムズが使用している。1928年には A・V・ローがソーンダース・ロー社を設立し、前衛的な設計のジェット戦闘機や後にはホバークラフトも製作した。

### 第二次世界大戦中
アブロは練習機の設計技術を維持する目的で複葉機チューター（Type 621 Tutor）を開発し、イギリス空軍が多数採用することとなった。その後アンソンが製造されたが、ヨーロッパで戦争の機運が高まると再び実戦に投入する機体の開発に重点がおかれた。第二次世界大戦中に製造された機体としてはマンチェスター、ランカスター、及びリンカーンが有名である。特にランカスターは7,000機以上が製造され、ドイツ本土空襲では夜間の戦略爆撃の主役となったばかりではなく、その能力を買われて改造機がチャスタイズ作戦にも投入された。

### 冷戦期
ランカスターは傑作機として認められ、旅客機ランカストリアンと哨戒機シャクルトンのベースともなっている。その後ランカストリアンの後継としてチューダーが開発された。同機はリンカーンの主翼とエンジンを流用し、1945年7月に初飛行が行なわれたがBOAC のキャンセルもあってわずか34機しか製造されず、他の旅客機との激しい競争もあって成功したとはいえなかった。結果旧式のヨークが軍用・民用でより広く用いられた。ベルリン封鎖の際の空輸作戦でチューダー及びヨークは大役を担った。

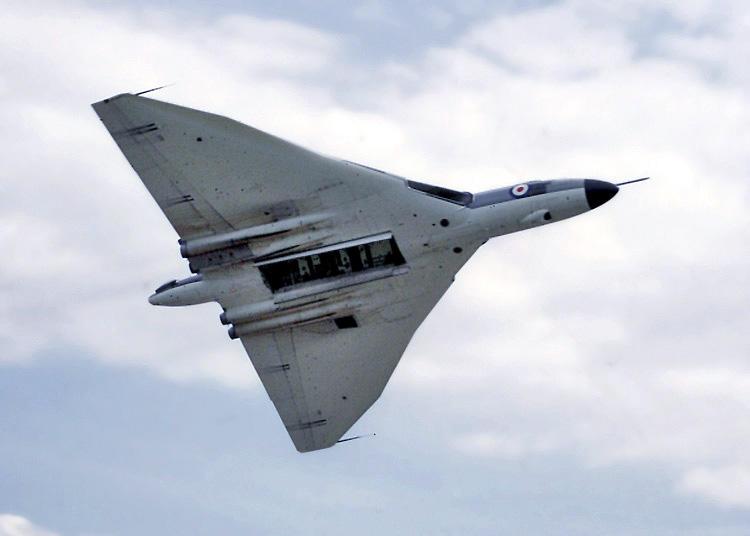
爆弾倉を開いたバルカン

冷戦期の有名な航空機としてはバルカンがある。バルカン爆撃機はイギリスの核抑止戦略の一環として核ミサイルのブルースチール Mk.Iを搭載しアラート任務についていた。アラート任務は比較的短期間で終了したが、1982年にはフォークランド紛争で通常爆撃任務に出動している。
1950年代にはロールス・ロイス製ダートエンジンを搭載した双発ターボプロップ旅客機 アブロ 748が開発され、世界中で広く販売された。民間以外にも王室用飛行隊（現イギリス空軍第32王室飛行隊）が数機を購入し、後部貨物室ドア及び伸縮式降着装置が追加された型がアンドーバーとしてイギリス空軍やイギリス連邦各国で採用された。
同じく1950年代には、アブロ・カナダによって北米初のジェット旅客機C-102 ジェットライナーと、カナダが自国開発した唯一のジェット戦闘機 CF-100 カナック、及び超音速戦闘機 CF-105 アローが製造された。アローは高性能の迎撃戦闘機として開発が進められていたが、開発費が高騰したことと地対空ミサイルによる防空へと戦術が転換したため、量産体制へ移行しないままカナダ政府により計画の破棄が命じられた。これによりアブロ・カナダは打撃を受けて終焉に向かうこととなる。

### 航空機メーカーの統合
アブロは1963年7月にホーカー・シドレー・アビエーションと合併し社名としては消滅してしまったが、長年のブランドイメージが大きかったため（これもまたホーカーが合併して発足したBAe製の）BAe 146が "アブロ RJ" として2001年まで販売された。この機は "アブロ 146" や "ジャンボライノ" の愛称も持つ。
アブロ 748 から発展したのが BAe ATP であり、イギリス内外で主に国内短距離定期路線で運用されている。1988年にはイギリス空軍で39年という最長の運用期間を誇ったアブロ シャクルトンが退役してイングリッシュ・エレクトリック キャンベラに洋上哨戒任務が引き継がれた。
イギリス航空業界への功績の記念として、数機のアブロ 504、アブロ チューター、アブロ アンソン及びアブロ ランカスターが現在も飛行可能な状態に整備され続けている。さらにバルカンの雄姿を再び見たいとのイギリス国民の願いから、寄付を集めて大掛かりな改修を受けたバルカン XH558 号機が2007年10月18日に再飛行し、その後も航空ショーに出演している。

## 製品一覧
航空機
- トライプレーン
- アブロ 146 : BAe 146
- アブロ 504
- アブロ 534 Baby
- 555 バイソン
- アブロ 594 / 616 Avian
- アブロ 618 Ten
- アブロ 619 Five
- 621 チューター
- 626 プリフェクト
- 631 / 643 カデット
- アブロ 636 (1935)

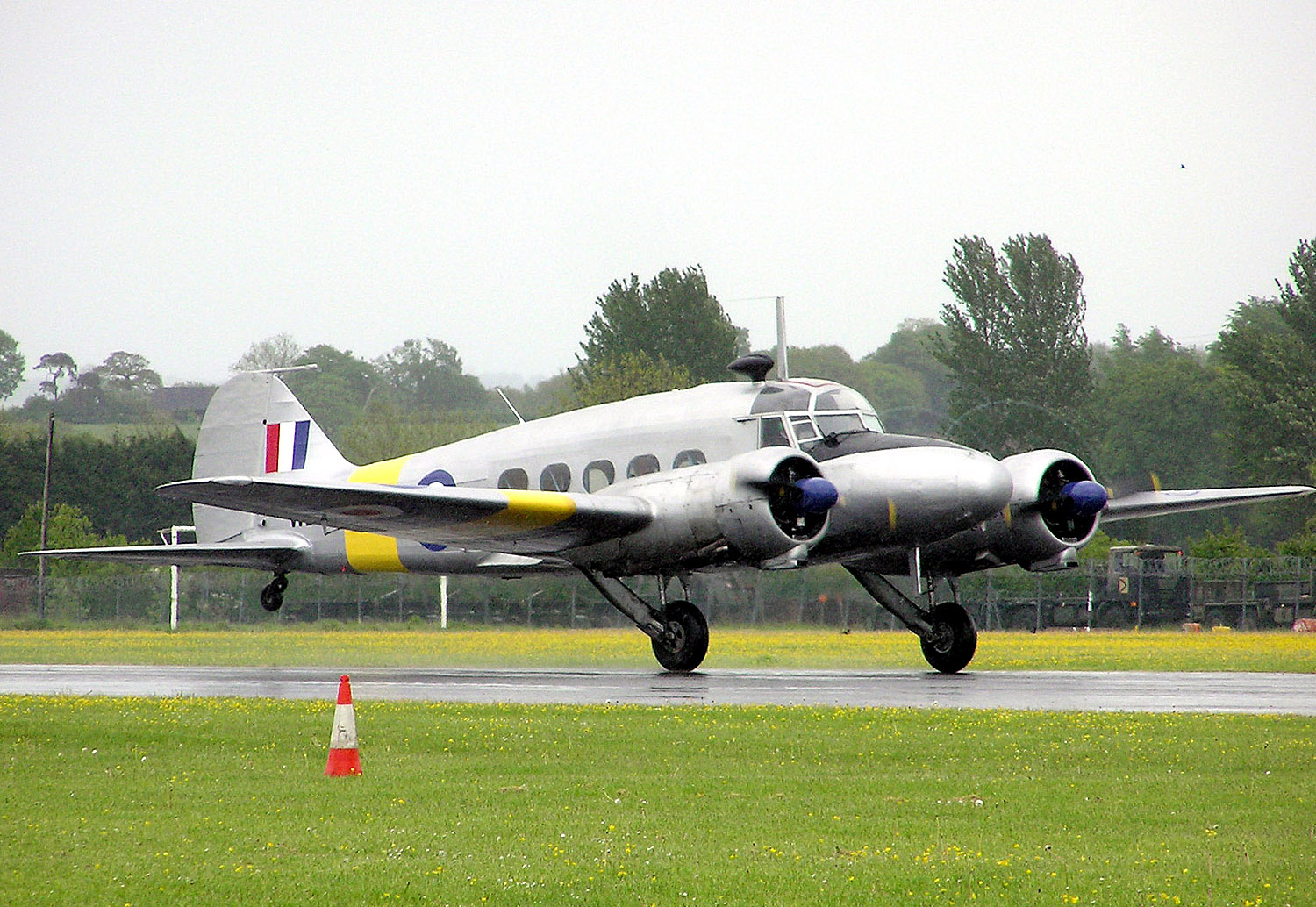
アンソン（2005年撮影）

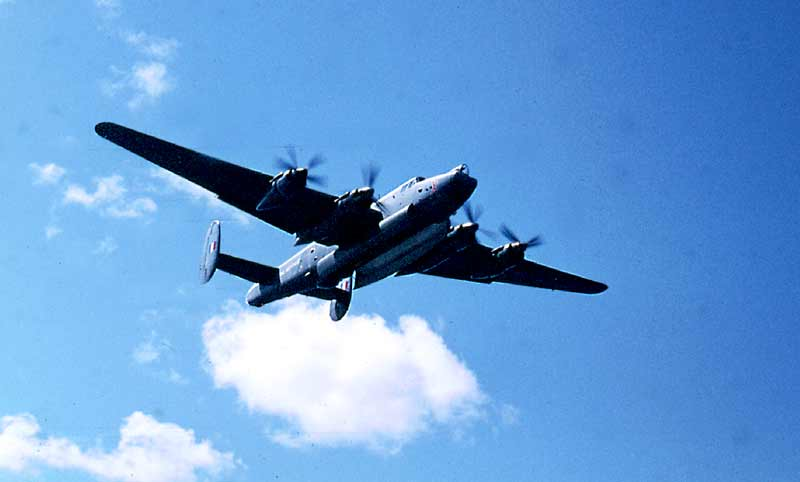
シャクルトン（1970年撮影）

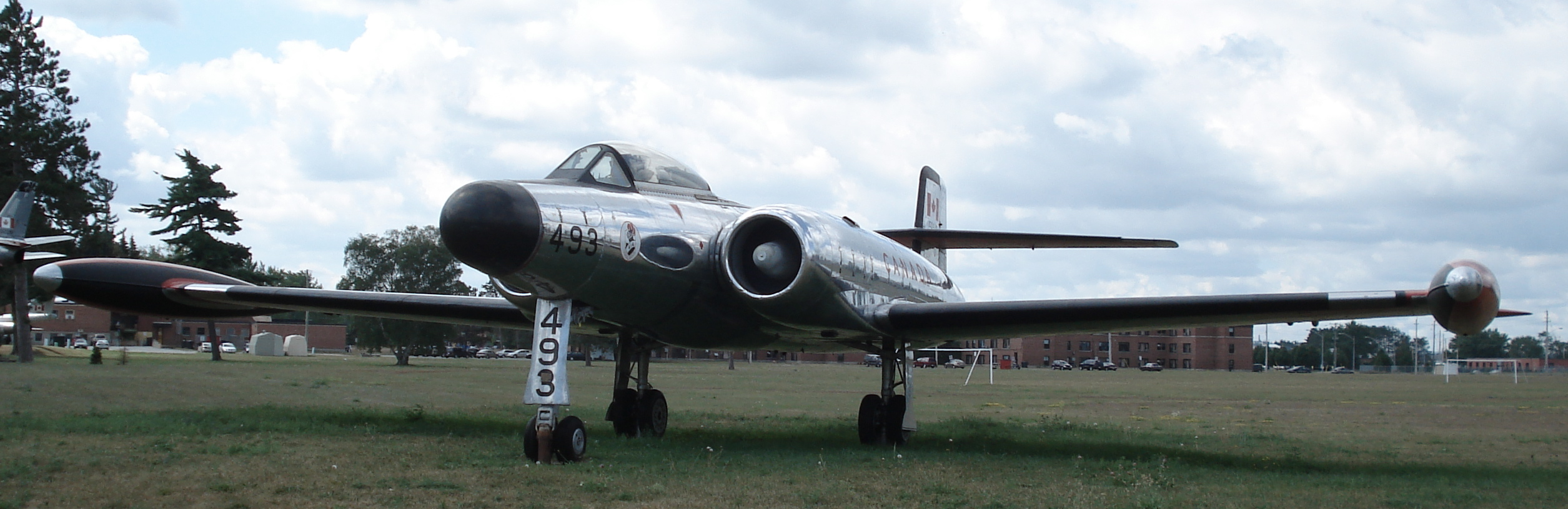
CF100（2006年撮影）

- アブロ 638 クラブ・カデット (1933)
- 641 コマンドル (1935)
- 652A アンソン (1935)
- 679 マンチェスター (1939)
- 683 ランカスター (1941)
- 685 ヨーク (1942)
- 688 / 689 チューダー (1945)
- アブロ ランカストリアン (1943)
- 694 リンカーン (1944)
- アテナ (1948)
- 696 シャクルトン (1949)
- 698 バルカン (1952)
- アブロ 707 (1949)
- CF-100 カナック (1950) under Avro's Canadian subsidiary
- CF-105 アロー (1958) also アブロ・カナダ
- C-102 ジェットライナー - also アブロ・カナダ
- アシュトン (1950)
- アブロ 720 (1950s)
- アブロ 748 (1960) : アンドーバー
  - 合併後、ホーカー・シドレーで販売。ホーカー・シドレー アンドーバー（Hawker Siddeley Andover, HS 748 及び BAe ATP）
- アブロ 730 - planned supersonic bomber, never completed